# Fullawaya braggii
Fullawaya braggii är en insektsart som först beskrevs av David D. Gillette och Palmer 1929.  Fullawaya braggii ingår i släktet Fullawaya och familjen långrörsbladlöss. Inga underarter finns listade i Catalogue of Life.